# Chironomus tenuiventris
Chironomus tenuiventris är en tvåvingeart som beskrevs av Jean-Jacques Kieffer 1917. Chironomus tenuiventris ingår i släktet Chironomus och familjen fjädermyggor. Inga underarter finns listade i Catalogue of Life.